# Gideon (Oklahoma)
Gideon es un lugar designado por el censo ubicado en el condado de Cherokee en el estado estadounidense de Oklahoma. En el Censo de 2010 tenía una población de 49 habitantes y una densidad poblacional de 25,52 personas por km².

## Geografía
Gideon se encuentra ubicado en las coordenadas 36°0′32″N 95°2′10″O / 36.00889, -95.03611. Según la Oficina del Censo de los Estados Unidos, Gideon tiene una superficie total de 3.09 km², de la cual 3.09 km² corresponden a tierra firme y (0%) 0 km² es agua.

## Demografía
Según el censo de 2010, había 49 personas residiendo en Gideon. La densidad de población era de 25,52 hab./km². De los 49 habitantes, Gideon estaba compuesto por el 79.59% blancos, el 2.04% eran afroamericanos, el 14.29% eran amerindios, el 0% eran asiáticos, el 0% eran isleños del Pacífico, el 2.04% eran de otras razas y el 2.04% pertenecían a dos o más razas. Del total de la población el 4.08% eran hispanos o latinos de cualquier raza.